# Splachnum vasculosum
Splachnum vasculosum là một loài rêu trong họ Splachnaceae. Loài này được Hedw. mô tả khoa học đầu tiên năm 1801.